# Rieleros de Aguascalientes (LIM)
Para el equipo de la Liga Mexicana de Béisbol, véase Rieleros de Aguascalientes.
Los Rieleros de Aguascalientes fue un equipo de béisbol que participó en la Liga Invernal Mexicana con sede en Aguascalientes, Aguascalientes, México.

## Historia
Los Rieleros debutaron en la LIM en la Temporada 2015-2016, y son sucursal de los equipos Rieleros de Aguascalientes y Tigres de Quintana Roo que participan en la Liga Mexicana de Béisbol.

## Jugadores

### Roster actual
Actualizado al 8 de diciembre de 2015.
"Temporada 2015-2016"
| Lanzadores: - 2 Rafael Córdova - 9 Alberto Leyva - 10 Fernando Irazoqui - 12 Raúl Barrón - 13 Marco Antonio Reyes Amaro - 19 Julio César Rivera Espinoza - 24 Luis Fernando Miranda - 37 Juan Macías - 39 Alex Vázquez - 48 Esteban Romero - 49 Francisco Domínguez - 52 Emmanuel Torrez López - 61 Francisco Javier Moreno Pérez - 69 Alejandro Hermosillo - 70 Jesús Hinojosa - 89 Francisco Eduardo Villa Espinoza - 93 Alejandro Delgado Receptores: - 35 Oscar Salvador Lemus Galindo - 56 Eduardo Mendivil |  | Jugadores de Cuadro: - 7 Andrés Vizcarra - 20 Manuel Orduño - 22 Aldo Flores López - 28 Alan Ruada - 60 Julián Edmundo Castro Ynurreta Jardineros: - 23 Ramón Ramírez - 41 Amílcar Gómez - 50 Brandon Villarreal - 53 Héctor Guerrero - 92 César Alfredo Del Ángel Orozco - 95 Edgar Robles Mánager: 11 Roberto Vizcarra |

### Jugadores destacados
Por definir.